# Loveridgelaps elapoides
Genre
Espèce
Synonymes
- Hoplocephalus elapoides Boulenger, 1890

Statut de conservation UICN

 VU B1ab(iii,v) : Vulnérable
Loveridgelaps elapoides, unique représentant du genre Loveridgelaps, est une espèce de serpents de la famille des Elapidae.

## Répartition
Cette espèce est endémique des Salomon. Elle se rencontre dans les îles Florida, Ghizo, Santa Isabel, Malaita et Guadalcanal.

## Description
L'holotype de Loveridgelaps elapoides mesure 750 mm dont 75 mm pour la queue. Cette espèce a la face dorsale crème et présente 22 anneaux noirs plus larges que l'espace les séparant. Son museau, jusqu'au niveau de l’œil, est noir. C'est un serpent venimeux.

## Publications originales
- Boulenger, 1890 : Fourth contribution to the herpetology of the Solomon Islands. Proceedings of the Zoological Society of London, vol. 1890, p. 30-31 (texte intégral).
- McDowell, 1970 : On the status and relationships of the Solomon Island elapid snakes. Journal of Zoology, vol. 161, p. 145-190.